# Zhongxiao (köpinghuvudort i Kina, Liaoning Sheng, lat 40,89, long 122,56)
Zhongxiao (kinesiska: 中小, 中小镇) är en köpinghuvudort i Kina. Den ligger i provinsen Liaoning, i den nordöstra delen av landet, omkring 120 kilometer sydväst om provinshuvudstaden Shenyang. Antalet invånare är 23 792. Befolkningen består av 11 412 kvinnor och 12 380 män. Barn under 15 år utgör 16,0 %, vuxna 15-64 år 74 %, och äldre över 65 år 9,0 %.
Runt Zhongxiao är det tätbefolkat, med 442 invånare per kvadratkilometer. Närmaste större samhälle är Xiliu, 7,2 km sydost om Zhongxiao. Trakten runt Zhongxiao består till största delen av jordbruksmark.
Genomsnittlig årsnederbörd är 976 millimeter. Den regnigaste månaden är juli, med i genomsnitt 249 mm nederbörd, och den torraste är januari, med 7 mm nederbörd.